# Huỳnh Hải Băng
Huỳnh Hải Băng (tiếng Trung: 黄海冰) (sinh ngày 23 tháng 7 năm 1973) là một diễn viên nổi tiếng của dòng phim kiếm hiệp Trung Quốc. Anh được biết đến với biệt danh "Hoàng tử cổ trang" bởi gương mặt đẹp, lãng tử và từng làm chao đảo trái tim hàng triệu người hâm mộ. Hầu hết các vai diễn của anh đều là các anh hùng, kiếm khách, các nhân vật bước ra từ tiểu thuyết kiếm hiệp nổi tiếng và được đông đảo khán giả yêu thích. Những tạo hình của anh đến bây giờ vẫn gây ám ảnh và khó có người vượt qua được. Sau vai diễn đầu tiên Trần Gia Lạc trong Thư Kiếm Ân Cừu Lục (1994), anh có mặt trong hàng loạt các tác phẩm cổ trang khác và gây ấn tượng mạnh bởi diễn xuất chân thực, có hồn.

## Sự nghiệp

### Phim truyền hình
| Năm  | Tên Phim                            | Vai                            |
| ---- | ----------------------------------- | ------------------------------ |
| 1994 | Thư kiếm ân cừu lục                 | Trần Gia Lạc                   |
| 1995 | Tùy Đường diễn nghĩa                | La Thành                       |
| 1995 | Hoa Mộc Lan                         | Lý Thế Dân                     |
| 1996 | Mùa hè Bắc Kinh                     | La Phổ Phổ                     |
| 1996 | Vương Lạc Tân và Tam Mao            | Tái Khắc                       |
| 1996 | Giang hồ kỳ hiệp truyện             | Niên Canh Nghiêu               |
| 1997 | Hoàng hôn Tử cấm thành              | Vinh Khanh                     |
| 1997 | Hoan hỷ du long                     | Quang Tự                       |
| 1998 | Đại Đường Ngự sử Tạ Dao Hoàn        | Văn Hoài Trung                 |
| 1998 | Thượng Quan Uyển Nhi                | Lý Hiền                        |
| 1998 | Giáp ngọ lục chiến                  | Quang Tự                       |
| 1999 | Thiếu niên anh hùng Phương Thế Ngọc | Cừu Mặc Thiên                  |
| 1999 | Bạch thủ Phong Vân                  | Đoàn Nghi Khang                |
| 2000 | Hậu Tây du ký                       | Đường Tăng                     |
| 2000 | Võ lâm ngoại sử 2001                | Thẩm Lang                      |
| 2000 | Cơ Linh tiểu tử                     | Lục Hoàng Tiểu Cáp Tang        |
| 2001 | Đại mạc hoàng phi                   | Tiêu Thiếu Bạch                |
| 2001 | Hồn Đoạn Tần Hoài                   | Hầu Triều Tôn                  |
| 2001 | Hộ quốc lương tướng Địch Nhân Kiệt  | Dao Cam                        |
| 2001 | Vương Trung Vương                   | Từ Phương Hạc                  |
| 2002 | Anh hùng                            | Triệu Chính                    |
| 2002 | Bóng đá Trung Quốc                  | Đỗ Tiềm                        |
| 2002 | Hỏa soái                            | Phan Thiếu Xuân                |
| 2003 | Bình tung hiệp ảnh                  | Trương Đan Phong               |
| 2003 | Tùy Đường anh hùng                  | Tần Thúc Bảo                   |
| 2003 | Phúc tinh cao chiếu Trư Bát Giới    | Ngọc Hoàng Thượng đế           |
| 2004 | Hoa Trường Xuân                     | Lai Viễn                       |
| 2004 | Thiên hạ thái bình                  | Thương Thiên Bảo               |
| 2005 | Đại đôn hoàng                       | Phương Thiên Hựu               |
| 2005 | Hắc Bạch chi môn                    | Trần Dương                     |
| 2005 | Thời gian ly biệt                   | Tiêu Chính Phong               |
| 2005 | Đại hiệu 021                        | Đồng Uy                        |
| 2006 | Tái sinh duyên                      | Hoàng Phủ Thiếu Hoa            |
| 2006 | Huyết sắc mai khôi                  | Lý Sĩ Quân                     |
| 2006 | Hạnh vận giả                        | Giang Hải Tân                  |
| 2007 | Hải thượng tranh hùng               | Tiêu Thiên Viễn                |
| 2007 | Điệp biến                           | Dương Siêu                     |
| 2008 | Đại Minh y thánh Lý Thời Trân       | Lý Thời Trân                   |
| 2008 | Cao Đệ Nhai                         | Hứa Chí Hải                    |
| 2008 | Úc môn đương án                     | Giang Hạo                      |
| 2009 | Mỹ nhân tâm kế                      | Nhiếp Phong                    |
| 2009 | Đông phương ca tát bố lan ca        | Giang Hạo                      |
| 2010 | Tây Tân độ                          | Bạch Hồng Phi                  |
| 2010 | Hoan hỷ bà bà Tiêu Tức phụ          | Quang Tự                       |
| 2010 | Đường cung mỹ nhân thiên hạ         | Lý Thế Dân                     |
| 2011 | Khai thiên lập địa                  | Mao Trạch Đông                 |
| 2011 | Thủy hử                             | Sài Tiến                       |
| 2012 | Lời thề mỹ lệ                       | Tự Trường Lạc                  |
| 2013 | Đường triều lãng mạnh anh hùng      | Hoàng thượng                   |
| 2014 | Tùy Đường anh hùng 3, 4             | Tiết Nhân Quý                  |
| 2015 | Tùy Đường anh hùng 5                | Tiết Đinh San                  |
| 2015 | Tình mãn tuyết dương hoa            | Khách mời                      |
| 2015 | Vị ái kiên thú                      |                                |
| 2015 | Kim thoa điệp ảnh                   | Bác Nhĩ Tề                     |
| 2015 | Tứ thủ diệu đàn                     | Từ Bảo Các                     |
| 2015 | Độc lập tung đội 2                  | Hồ Thiên Hoa                   |
| 2015 | Lạp hổ                              | Lục Phi Hổ                     |
| 2016 | Ái giá phi giá                      | Huỳnh Hải Băng / Huỳnh Hỏa San |
| 2016 | Đông phương chiến trường            | Mao Trạch Đông                 |
| 2016 | Ảo thành                            | Khắc Thác (khách mời)          |
| 2016 | Thanh vân chí                       | Mặc Kiếm Nhất                  |
| 2016 | Nhân dân kiểm sát quan              | Lưu Văn                        |
| 2016 | Hồng tinh chiếu diệu Trung Quốc     | Mao Trạch Đông                 |
| 2017 | Thái cực tông sư chi Thái cực môn   | Tào Thế Khôn                   |
| 2017 | Sát thủ Bang Bang Mang              | Đầu bếp                        |
| 2017 | Long châu truyền kỳ                 | Chu Do Lang                    |
| 2017 | Sở Kiều truyện                      | Đạm Tử Du                      |
| 2017 | Đông Phương hữu đại hải             | Lâm Tử Hàm                     |
| 2017 | Nhiệt huyết quân kỳ                 | Mao Trạch Đông                 |

### Phim điện ảnh
| Năm  | Tên Phim                           | Vai                |
| ---- | ---------------------------------- | ------------------ |
| 1997 | Dục huyết thái hành                | Vương Tân Đình     |
| 1998 | Hàng Châu vương gia                | Trần Luân          |
| 2001 | Gia đích cố sự                     | Trương Gia Huy     |
| 2004 | Tử vong chi vẫn                    | Lỗ Bá Dân          |
| 2008 | Đồng tâm                           | Mao Trạch Đông     |
| 2008 | Mặc gia đăng hỏa                   | Hoạch Gia Giả Minh |
| 2009 | Duyên lai thị gia lưỡng            | Kinh Lý            |
| 2009 | Hắc mộng                           | Hình Đông          |
| 2009 | Du du phong linh thanh             | Bác sĩ tâm lý      |
| 2010 | Chiến quốc                         | Triệu vương        |
| 2014 | Hoàng Khắc Công án kiện            | Mao Trạch Đông     |
| 2014 | Mao Trạch Đông tại Thượng Hải 1924 | Mao Trạch Đông     |